# عدن (إب)
عدن هي إحدى قرى الجمهورية اليمنية. تتبع جغرافيا لمحافظة إب وإداريًا لمديرية الشعر. يبلغ تعداد سكانها 1026 نسمة حسب الإحصاء الذي أجري عام 2004.